# Ардер Олександр Карпович
Олександр Карпович Ардер (ест. Aleksander Arder; 19 вересня 1894, Кірна, Російська імперія, нині Естонія — 29 вересня 1966, Таллінн, Естонська РСР, СРСР, нині Естонія) — естонський співак (баритон, бас) і педагог. Народний артист Естонської РСР (1964).

## Життєпис
Навчався вокалу в Італії. У 1923—1931 роках був солістом Естонського театру опери та балету . У 1928—1941 та в 1944—1966 роках викладав у Талліннській консерваторії, в 1951 році став її професором. Серед учнів Тійт Куузік, Хендрік Крумм та інші.
Був одружений з дочкою Яна Поска — Тетяною Поска-Лааман (1900—1988) — доктором журналістики (пізніше вона вийшла заміж за Едуарда Лаамана), яка була головою Союзу матерів Естонії.
Член КПРС з 1946 року.

## Оперні партії
- «Борис Годунов» Модеста Мусоргського — Борис Годунов
- «Євген Онєгін» Чайковського — Євген Онєгін, Гремін
- «Тангейзер» Ріхарда Вагнера — Вольфрам
- «Вікерці» («Вікінги») Евальда Аави — Олав

## Нагороди
- три ордени Трудового Червоного Прапора (20.07.1950; 30.12.1956; 15.09.1961)
- орден «Знак Пошани»
- Народний артист Естонської РСР (1964)